# Фархан Фархан
Фархан Фархан (24 жовтня 1996) — бахрейнський плавець.
Учасник Олімпійських Ігор 2016 року.